# Rishi Rich
Rishi Rich nacido en Rishpal Singh Rekhi, es un productor musical Británico Asiático, residente en Londres, Reino Unido. Es internacionalmente conocido por sus pistas Bhangra conocidos como Hindi remixes. Ha producido remixes de importantes figuras de la música, como Madonna y Britney Spears, Misteeq, y Craig David. En el pasado, produjo varios álbumes remixes, como Love 2 Love. Recientemente ha producido dos álbumes en solitario, incluyendo su último álbum The Project. Recientemente ha sido alegado el que Rishi ha ocupado miles de horas, lo que refleja su éxito como productor musical.

## Discografía

### Álbumes 2Kool
- Bollywood Fever
- Warm It Up
- 2Kool Flavor
- Klassic Kut
- Love 2 Love - Capítulo 1
- Love 2 Love - Capítulo 2
- Love 2 Love - Capítulo 3
- The Best of 2Kool

### Álbumes VR1
- The Next Stage
- Love 2 Love - Capítulo 4
- Love 2 Love - Capítulo 5
- Voices

### Álbumes de Rishi Rich

#### Álbumes en solitario
- Simply Rich 2002 (Ishq Records)
- The Project 2006 (2point9 Records)

#### Compilaciones/Álbumes Remix
- King of Hearts Queen of Hearts Vol. 1
- King of Hearts Queen of Hearts Vol. 2
- Love 2 Love 2000 - Capítulo 6
- Playback
- Pure Garage - Capítulo 1
- Pure Garage - Capítulo 2
- Pure Garage - Capítulo 3
- Playback 2
- Gift 2 U
- Bombay Mix - CD 1

### Producciones Rishi Rich/Remixes
- Aag Launi Yaari [Rishi Rich Remix] por Jassi Sidhu Álbum: Reality Check
- Baby We're Dancing by Ultimate Kaos
- Talkin' About You [Rishi Rich Remix] por JoJo
- Easier Said Than Done [Rishi Rich Remix] por Stargate
- Roll On/This Is How We Do It by Mis-Teeq
- Love at First Sight [Rishi Rich Remix con Juggy D por Mary J. Blige]
- Blink [Rishi Rich Remix] por Rosie Ribbons
- You Might Be Wrong [Rishi Rich Remix] por Nicole Russo
- Rise & Fall [Desi Kulcha Remix] por Craig David & The Pardeep Sandhu Ochestra
- Spanish [Desi Kulcha Remix] por Craig David & The Pardeep Sandhu Ochestra
- Rainfall [Rishi Rich Remix] por Nitin Sawhney & The Pardeep Sandhu Ochestra
- Me against the music [Rishi Rich Remix] por Britney Spears con Madonna & The Pardeep Sandhu Ochestra
- Superstar/Club Hoppin' [Rishi Rich Remix] por Jamelia
- Watcha Gonna Do [Rishi Rich Remix] por Keisha White
- Walou (Rishi Rich Remix) por Outlandish
- Eyes on You by Jay Sean
- U'n'I (Mere Dil Vich) con Veronica and Juggy D, Hum Tum OST
- Get Down By Taz (Stereo Nation) del álbum CAFE MUMBAI (2003) ON Cyberphonic Records
- balle balle
- City Girl By Jay Sean
- Roll It Gal [Rishi Rich Remix] by Alison Hinds con Juggy D.

- Datos: Q2386543